# Bartho Pronk
Bartho Pronk (n. 28 septembrie 1950, Haga, Olanda de Sud, Țările de Jos) este un om politic neerlandez, membru al Parlamentului European în perioada 1999-2004 din partea Țărilor de Jos. 